# Доментиан (Павлович)
Епи́скоп Доментиа́н (серб. Епископ Доментијан, в миру Живо́ин Па́влович, серб. Живојин Павловић; 20 августа 1911, Пертате — 1 июня 1983, Белград) — епископ Сербской православной церкви, епископ Враньский.

## Биография
Родился 20 августа 1911 года в селе Пертате близ города Лесковац в семье крестьян Владимира и Десанки. Начальную школу и пять разрядов гимназии окончил в Лесковаце.
После этого он поступил в Битольскую духовную семинарию, но был переведён в Духовную семинарнию в Сремских Карловицах, которую окончил в 1934 году. Поступил на Богословском факультете Белградского университета, который окончил в 1939 году.

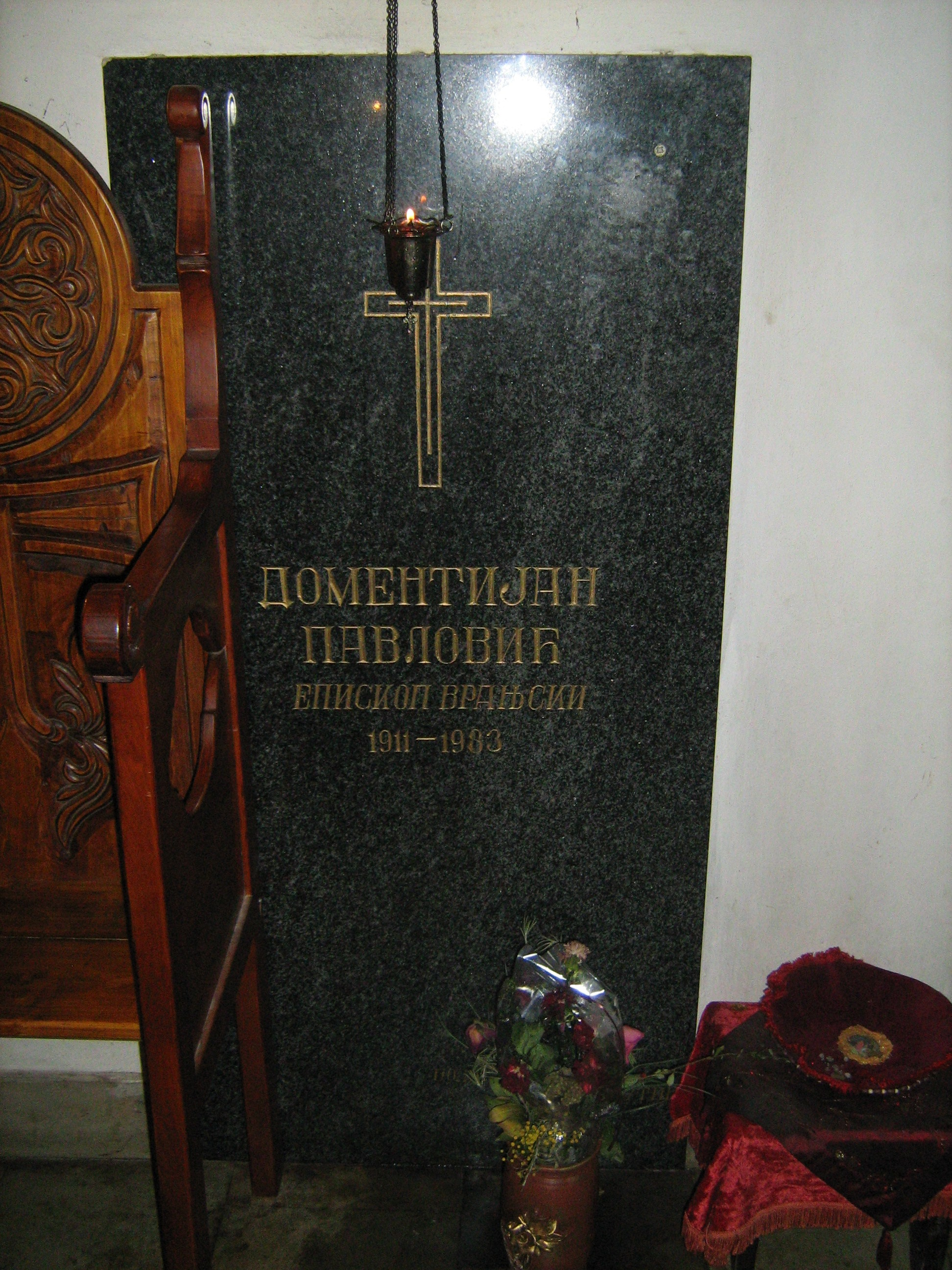

31 декабря 1939 года в Крестовой церкви во имя святого Симеона Мироточивого в Сербской Патриархии митрополитом Скопским Иосифом (Цвийовичем) был пострижен в малую схиму с именем Доментиан.
С 1939 по 1940 год был преподавателем Духовной Семинарии в Сараеве.
3 марта 1940 года митрополитом Дабробосанским Петром (Зимоничем) был рукоположён в сан чин иеродиакона, а 10 марта того же года тем же иерархом — в сан иеромонаха.
В 1940 году переведён в Цетинскую духовную семинарию, Черногория.
В 1947 году занял должность профессора возрождённой Призренской духовной семинарии и в том же году возведён в сан протосингела. В 1952 году был возведён в сан архимандрита.
В 1964 году назначен ректором Духовной Семинарии в Сремских Карловцах.
С 1965 года — профессор Семинарии святого Саввы в Белграде, в 1977 году — её ректор.
11 июня 1978 года в Соборной београдской церкви был хиротонисан во епископа Враньского. Хиротонию совершили: Патриарх Сербский Герман, митрополит Черногорско-Приморский Даниил (Дайкович) и епископ Тимокский Милутин (Стоядинович).
Епископ Домениан Завершил строительство епископской резиденции, начатое 15 декабря 1976 года администратором Враньской епархии епископом Нишским Иринеем (Гавриловичем). 24 сентября 1978 года состоялось освящение здания и настолование епископ Доментиана.
Епископ Доментиан сразу после настолования основал Церковный суд Враньской епархии и назначил своего заместителя и секретаря. Также основал Епархиальное управление и Епархиальный совет.
Скончался 1 июня 1983 года в Белграде после тяжёлой автомобильной аварии. Похоронен в Враньской соборной церкви.